# スーツケース

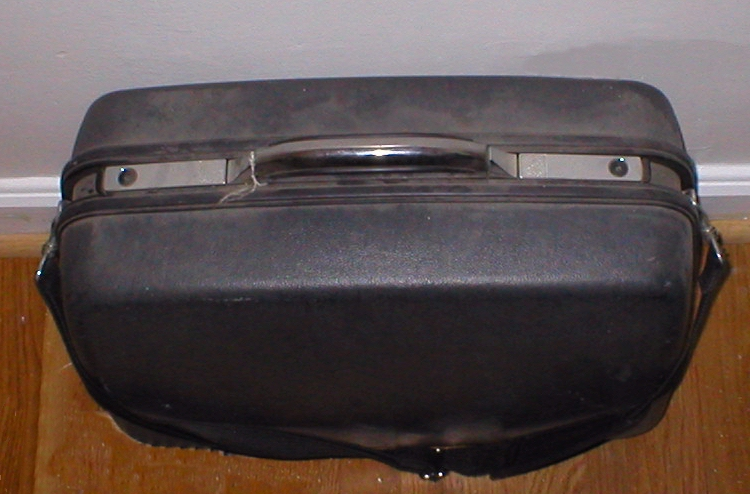
スーツケースの典型例

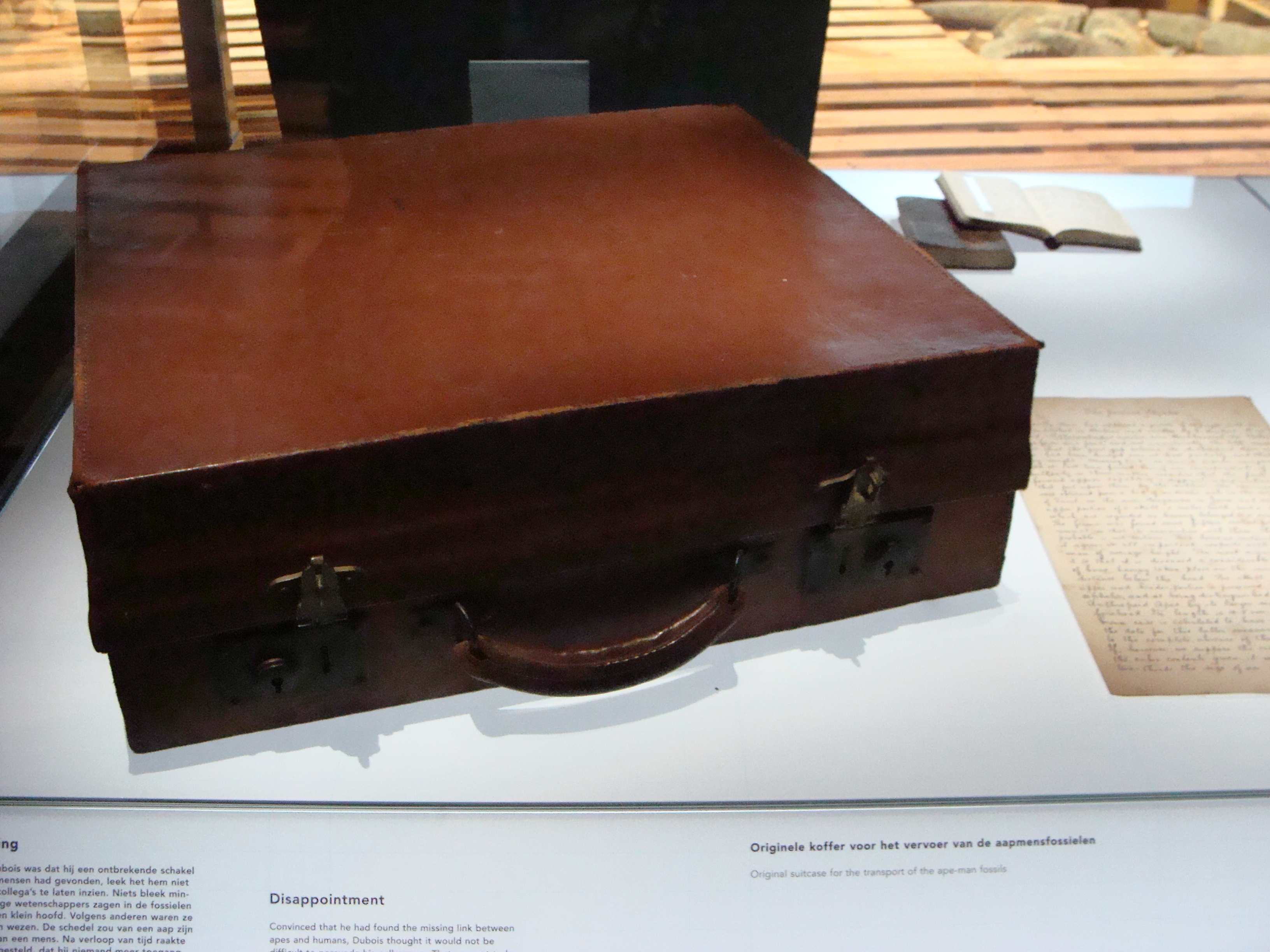
ジャワ原人を発見したウジェーヌ・デュボワのスーツケース

スーツケース（英語: suitcase, suit case）は、旅行用の鞄の一種。主に平たい長方形の硬質プラスチックまたはビニールや布、革で作られている。片側に取っ手がついており、たいてい衣類（スーツなど）やその他の旅具を運搬するのに便利なようにできている。二枚貝のように蝶番で開き、鍵がかかる。従来は革か板紙で作られていた。
トランクやラゲッジと部分的に重なるが、それらにはより大きなもの（鞄よりは移動式の箪笥に近いもの）を含む。

## バッグタグ
航空会社は受託手荷物(預け入れ手荷物とも言われる）として取り扱う際に、バッグタグ（英語: bag tag）－ 手荷物タグ、手荷物チェック、手荷物チケットなどとも言われる荷物タグを取り付けることになっている。

## TSAロック
2001年のアメリカ同時多発テロ事件以降、アメリカ合衆国においては、安全保障の観点から米国愛国者法に基づき、アメリカ国土安全保障省の部局である運輸保安庁 (TSA) の職員が、必要に応じてスーツケース等の中身を、持ち主の同意や立会無しに強制的に解錠し(破壊解錠を含む)、チェックできるようになった。その為に、受託手荷物(主にスーツケースなど)の鍵は施錠しないように、航空会社に勧められるようになった。
「TSAロック」という専用の錠（所有者の他は運輸保安庁職員だけが開けられる構造になっている）がついている場合は、TSA職員らが特殊なカギを利用して解錠することが出来るため、施錠して預けることができるようになった。
近年では、新製品の預け入れが想定されるサイズのスーツケースにおいては、このTSAロックが装備されることが一般化した。

## 開閉のタイプ
スーツケース開閉の方式には、大きく分けてフレームタイプとファスナータイプとがある。フレームタイプは、スーツケースの構造が、主に蝶番を利用した開閉可能なフレーム構造になっており、外部からの衝撃をなどをフレームで受け止める構造になっている。
翻って、ファスナータイプのスーツケースは、ファスナーを開け閉めして開閉する構造となっている。
耐久性に関しては、フレームタイプとファスナータイプどちらも大差ない。
ただし構造上、ファスナータイプは衝撃が内部へ伝わりやすいのに対し、フレームタイプは衝撃をフレームが吸収してくれる特性がある。。
なお、かつては主にポリプロピレン素材でつくられたスーツケースにおいて、フレーム全体が凸型と凹型で作られ、それらが嵌り合う事によってフレーム状の荷重支持枠を形成するタイプのスーツケースが存在した。

## トローリーケース

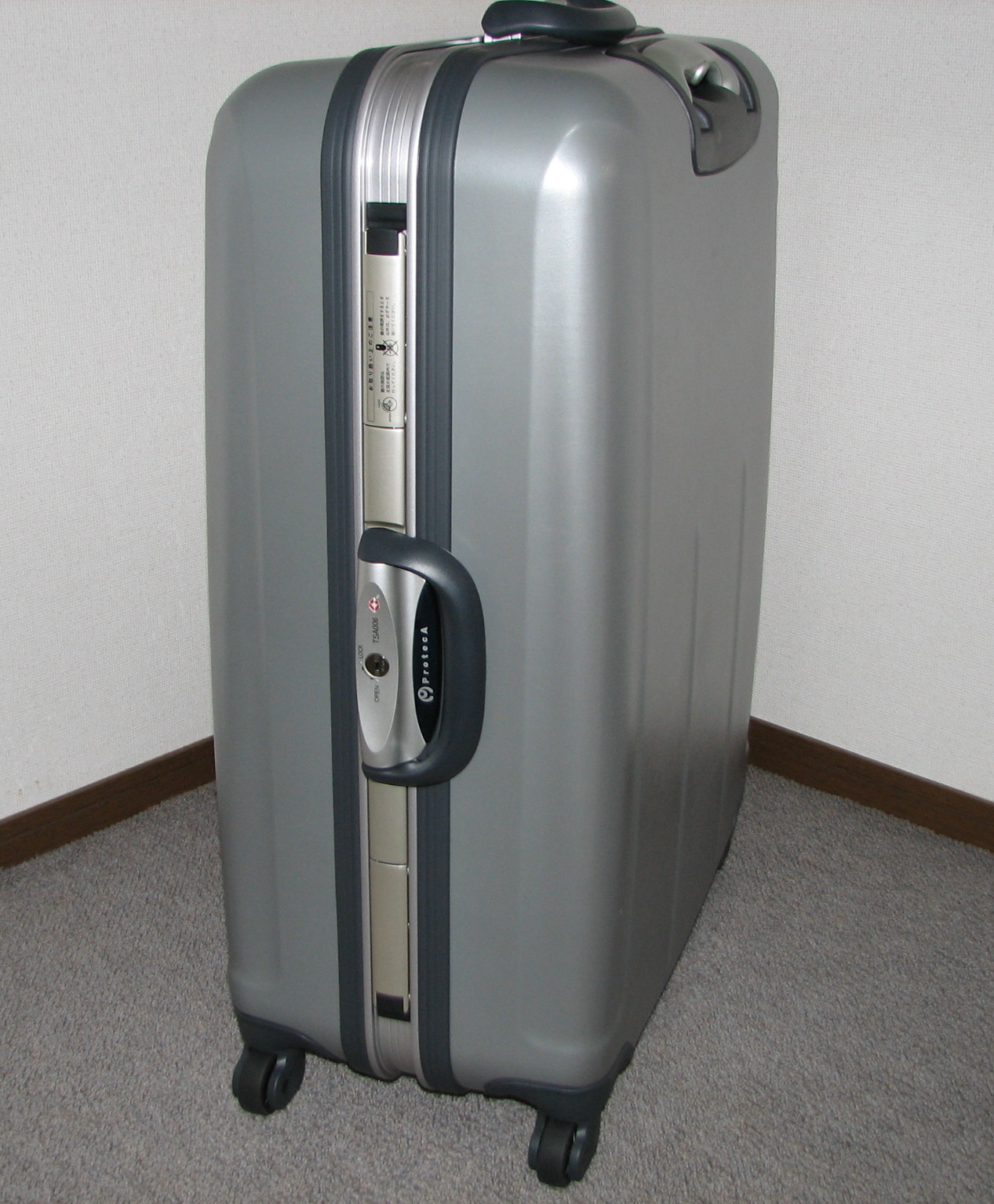
トローリーケースの典型例

現代ではほとんどのスーツケースが、重い荷物を収納したスーツケースでも簡単に運べるように、底の部分に360度回転可能なキャスター台に小型の車輪がついており、また伸縮することができるハンドルが付いていることが一般化した。
かつて、単なるスーツの収納ができるサイズのケースに過ぎなかったスーツケースに、特定の方向に固定された車輪と、引っ張る際の利便性の為に革紐が装備され出した当初は、差別化の為にトローリーケース（trolley case- 台車や手押し車の意 ）と呼ばれていた。
しかし、これらの機能が一般化した現代において、トローリーケースという用語は意味を失っており、使われなくなりつつある。

## スーツケースブランド
| 現在日本で展開されているブランド - エース - サムソナイト - グローブ・トロッター - リモワ - ルイ・ヴィトン - LOJEL(ロジェール) - ティーアンドエス - トゥミ - プレジデント - シフレ - バーマス（BERMAS） - ゼロ・ハリバートン - デルセー かつて日本に存在したブランド - アントラー（Antler ） - サンコー鞄 - 山一 (企業) - ACTUSブランド他（家具のアクタスとは無関係）。 |

## 捨てられているスーツケース問題
日本各地の空港で外国人観光者が捨てた、年間数百個のスーツケースの処理が問題になっている。日本で多くの買い物をする観光客は持参したスーツケースに入りきらなくなると新しいスーツケースを購入するが、空港で荷物を預ける際に重量超過分の手数料がかかることを知り、古いスーツケースを空港で捨てているという。大阪万博に向けて観光客はさらに増加することが予想されるが、処理に困るスーツケースが空港に捨てられる事例をいかに減らすかが問題になっている。

## 電動スーツケース
電動スーツケースはモーターで走行し、人が移動する目的で作られたものとして、道路交通法上の「一般原動機付き自転車」（原付きバイク）に分類される。そのため走行するには免許が必要である。また免許があっても、公道を走行するには、ミラーやヘッドライトなどを備え付けることや、ナンバープレートの取得、自賠責保険の加入が必要である。電動スーツケースはそうした保安基準を満たしておらず、公道を走行することはできない。